# Volscisch
Volscisch was een Sabellische of Oskisch-Umbrische taal van de Italische talengroep. De taal is verwant aan Latijn en werd gesproken door de Volsci.
Eigenaardige verschillen met het Latijn zijn:
- de q wordt een p: Latijn quis, Volscisch pis.
- Klinkervereenvoudiging: Oud-Latijn deiuai, Volscisch deue.

Soms wordt het Volscisch beschouwd als een dialect van het Umbrisch of Oskisch. Hierdoor is de taal niet op het kaartje aangegeven.